# Powstanie tatarbunarskie
Powstanie tatarbunarskie – wynikłe w 1924 powstanie ukraińskiej ludności miasta Tatarbunary i sąsiednich wiosek znajdujących się w południowej Besarabii, skierowane przeciw władzy rumuńskiej, a za ustanowieniem władzy radzieckiej.
Przyczyną było niezadowolenie ludności wiejskiej z rumuńskiej reformy rolnej przeprowadzonej w 1921 oraz głód spowodowany suszą w lecie 1924.
Powstanie, w którym wzięło udział około 4000 osób, rozpoczęło się 16 września 1924. Kierował nim komitet rewolucyjny w składzie: W. Klużnikow, U. Batyszczew, M. Lisowyj, Ł. Curkan, H. Czernenko, A. Stecenko. Było prawdopodobnie inspirowane przez radzieckie służby wywiadowcze.
Powstanie zostało szybko rozbite przez rumuńską armię dysponującą flotą wojenną i artylerią. Kilkuset powstańców zginęło, około 500 osób aresztowano. W 1925 uczestnikom wytoczono proces, który odbywał się w Kiszyniowie, a trwał 103 dni. Oskarżonych zostało 386 osób, z tego 86 skazano na kary więzienia od 1 roku do 15 lat (U. Batyszczew został skazany na dożywocie).
Proces wzbudził zainteresowanie opinii publicznej sprawami Besarabii. W obronie sądzonych wystąpiło wiele światowych autorytetów.